# Hans Magnus Enzensberger

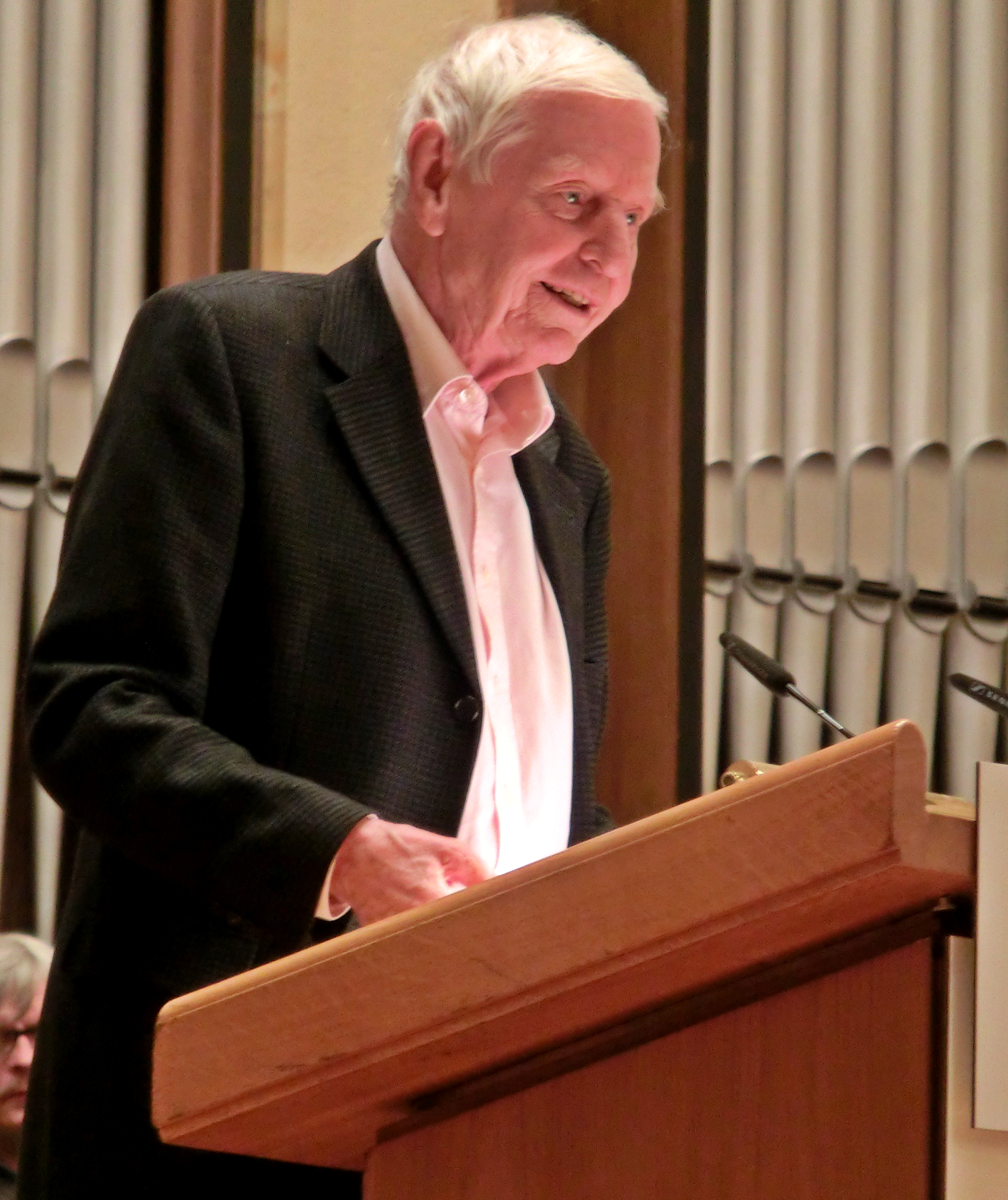
Hans Magnus Enzensberger, 2013

Hans Magnus Enzensberger (* 11. November 1929 in Kaufbeuren; † 24. November 2022 in München) war ein deutscher Dichter, Schriftsteller, Herausgeber, Übersetzer und Redakteur. Er publizierte auch unter den Pseudonymen Andreas Thalmayr, Linda Quilt, Elisabeth Ambras, Giorgio Pellizzi, Benedikt Pfaff sowie Serenus M. Brezengang (letzterer Name ist ein Anagramm zu Magnus Enzensberger). Enzensberger lebte in München-Schwabing.

## Leben

### Jugend
Hans Magnus Enzensberger wuchs in einer katholischen bürgerlichen Familie in Nürnberg auf und besuchte dort von 1940 bis 1944 das heutige Willstätter-Gymnasium. Sein Vater war in der Stadt als Oberpostdirektor tätig. Zuvor hatte er als Ingenieur für Fernmeldetechnik gearbeitet – er war der erste Radiosprecher Bayerns. Die Mutter Leonore Enzensberger, geb. Ledermann (1905–2008), arbeitete anfänglich als Erzieherin. Enzensberger hatte drei jüngere Brüder: Christian war Anglist und starb 2009. Ulrich war Gründungsmitglied der Berliner Wohngemeinschaft Kommune I und ist als Autor tätig. Der Bruder Martin starb Mitte der 1980er Jahre an Lungenkrebs.
Wie alle Beamtenkinder war Enzensberger zur Mitgliedschaft bei der Hitlerjugend verpflichtet, wurde aber mit der Begründung ausgeschlossen, er sei trotzig und ein Querulant. Während des Luftkrieges übersiedelte die Familie in die als sicher geltende mittelfränkische Kleinstadt Wassertrüdingen, was eine seltene Ausnahme im NS-Staat und nur der hohen Stellung seines Vaters zu verdanken war. Hier wurde sein jüngster Bruder Ulrich geboren. Die letzten Tage des Zweiten Weltkriegs erlebte Hans Magnus Enzensberger als Angehöriger des Volkssturms. Dem Dienst entzog er sich und konnte sich bis nach Hause durchschlagen.
Nach dem Krieg machte er an der Oberschule in Nördlingen Abitur und ernährte seine Familie als Schwarzmarkthändler, Dolmetscher und Barmann bei der Royal Air Force. Mit einem Stipendium der Studienstiftung des deutschen Volkes studierte er Literaturwissenschaft und Philosophie in Erlangen, Freiburg im Breisgau, Universität Hamburg und an der Sorbonne in Paris. 1955 wurde er mit einer Arbeit über Clemens Brentanos Poetik promoviert. Sein Biograf Jörg Lau vergleicht Enzensberger mit Brentano, insbesondere die Methode von „Rückgriff und Zerstörung“ der Traditionen in der Lyrik.

### Literarische Anfänge
Bis 1957 arbeitete Enzensberger für Alfred Andersch als Hörfunkredakteur beim Süddeutschen Rundfunk in Stuttgart. Auch in den folgenden Jahren entstanden zahlreiche „Radio-Essays“, unter anderem Medien- und Sprachkritik (beispielsweise Die Sprache des „Spiegel“).
Bereits 1957 publizierte Enzensberger auch seinen ersten Gedichtband die verteidigung der wölfe. Die darin enthaltenen Gedichte verbinden virtuose Sprachspiele mit Weltekel, politische Empörung mit Detailbetrachtungen; diese Aspekte spiegeln sich schon in der Dreiteilung des Bandes wider: 1. Freundliche Gedichte 2. Traurige Gedichte 3. Böse Gedichte. Schon in diesen frühen Gedichten zeigt sich Enzensbergers Überzeugung, dass Lyrik auch Ereignisse nacherzählen, Theorien vermitteln und Ideen ausdrücken könne, dass also Gedichte nicht nur Stimmungen und Gefühle zum Inhalt haben.
Enzensberger nahm an mehreren Tagungen der Gruppe 47 teil. Ab 1957 arbeitete er als freier Schriftsteller in Stranda (West-Norwegen), ging dann 1959 für ein Jahr nach Lanuvio bei Rom, arbeitete 1960 als Lektor beim Suhrkamp Verlag in Frankfurt am Main und zog sich 1961 nach Tjøme zurück, einer Insel im Oslofjord.
Eine Sammlung von Enzensbergers „Radio-Essays“ erschien 1962 unter dem Titel Einzelheiten I und II. Sie bilden den Auftakt seiner vielfältigen und produktiven Arbeit als Essayist. In einem prägte er den Begriff Gratismut, der nach Michael Roth einen Mut bezeichnet, „der nichts kostet, weil er keinerlei Risiken, Gefahren oder negative Konsequenzen mit sich bringt. Kennzeichen für den Gratismut ist aber nicht nur, dass er nichts kostet, sondern mit dem Begriff verbindet sich auch, dass die betreffende Person sich geriert, als sei sie ein mutiger Widerstandskämpfer, der für seine Taten bzw. Worte schlimmste Konsequenzen zu befürchten habe.“ In dem Begriff verband er Kulturkritik mit an die „eigene intellektuelle Zunft“ gerichteter Selbstkritik.
1963, also erst 33 Jahre alt, erhielt er den Georg-Büchner-Preis. Mit dem Suhrkamp Verlag, in dem von 1957 an seine Werke erschienen, war er zeitlebens eng verbunden. Neben u. a. Jürgen Habermas war er in späteren Jahren Gründungsstiftungsrat der 2002 von Siegfried Unseld gegründeten Verlagsstiftung. Ulla Berkéwicz, Ehefrau von Siegfried Unseld und nach dessen Tod Geschäftsführerin des Verlags, zitierte in ihrem Nachruf auf Enzensberger aus einem  Brief Siegfried Unselds, er habe in ihm immer einen Partner der Verlagsleitung gesehen.
Auf einem Friedenskongress des sowjetischen Schriftstellerverbandes lernte er 1966 in Baku die damals 23 Jahre alte Maria Makarowa kennen, die Tochter des sowjetischen Schriftstellers Alexander Fadejew. Für sie verließ er seine norwegische Frau Dagrun, mit der er 1957 die Tochter Tanaquil bekommen hatte. 1967 heirateten er und Makarowa, doch trennten sie sich nach wenigen Jahren. Im Rückblick nannte er die Verbindung seine „Amour fou“.

### 68er Jahre und „Kursbuch“
1968 brach Enzensberger ein Fellowship an der Wesleyan University nach drei Monaten unter Protest gegen die US-Außenpolitik ab und ging für ein Jahr nach Kuba.
Von 1965 bis 1975 gab er die Zeitschrift Kursbuch heraus, deren Fortführung er dem Mitbegründer Karl Markus Michel überließ. Besonders mit dem Kursbuch, aber auch mit Gedichten und Essays war Enzensberger eine Orientierungsfigur für die Studentenbewegung. 1967 unterschrieb er den Gründungsaufruf für den Republikanischen Club in West-Berlin. Er stand der außerparlamentarischen Opposition (APO) nahe, bewahrte sich aber eine kritische Distanz, die von den Studenten immer wieder bemängelt wurde. Beispielhaft zeigt sich dies in einer Debatte im Kursbuch. Als Peter Weiss Enzensberger aufforderte, sich deutlich und solidarisch auf eine Seite zu stellen, verwahrte Enzensberger sich dagegen: Seine Sache sei es nicht, „mit Bekenntnissen um sich zu schmeißen. […] Bekenntnissen ziehe ich Argumente vor. Zweifel sind mir lieber als Sentiments. Widerspruchsfreie Weltbilder brauche ich nicht. Im Zweifelsfall entscheidet die Wirklichkeit.“ Enzensberger begleitete interessiert die Aktivitäten der Kommune I, zu deren Begründern sein Bruder Ulrich gehörte und der sich auch seine erste Frau Dagrun anschloss. Nach der Scheidung, als Enzensberger sich im Ausland aufhielt, lebte die Kommune I auf Einladung von Dagrun Enzensberger eine Weile in seinem Haus in Berlin-Friedenau, Fregestraße 19, bis Enzensberger dagegen einschritt. Über sein Verhältnis zur Kommune I sagte er im Rückblick: „Das war am Anfang noch ein relativ flotter Haufen, der mich interessierte. Diese Bande hatte versucht, sich bei mir einzunisten, aber ich habe sie rausgeschmissen.“
In der Anthologie Freisprüche (1970) versammelte Enzensberger 24 Stücke, in der überwiegenden Zahl Verteidigungsreden, die von revolutionären Angeklagten in politischen Prozessen gehalten worden sind. In seiner Nachbemerkung bekräftigte Enzensberger die rechtstheoretische Logik der Revolutionäre: „Der revolutionäre Akt ist seiner Natur nach nicht justitiabel. Er ist dazu da, den ganzen Apparat der Repression über den Haufen zu werfen und die Rechtsordnung, die ihm den Weg versperrt, aus den Angeln zu heben. Nicht die Revolution, nur ihr Scheitern kann vor Gericht stehen.“

### Ab 1980
1980 gründete Enzensberger – gemeinsam mit Gaston Salvatore – das Kulturmagazin TransAtlantik, das er 1982 wieder verließ. Von 1985 bis 2007 gab er zusammen mit Franz Greno die Buchreihe Die Andere Bibliothek heraus. Seine dritte Ehefrau wird Katharina Kaever. 1986 wurde die Tochter Theresia geboren.

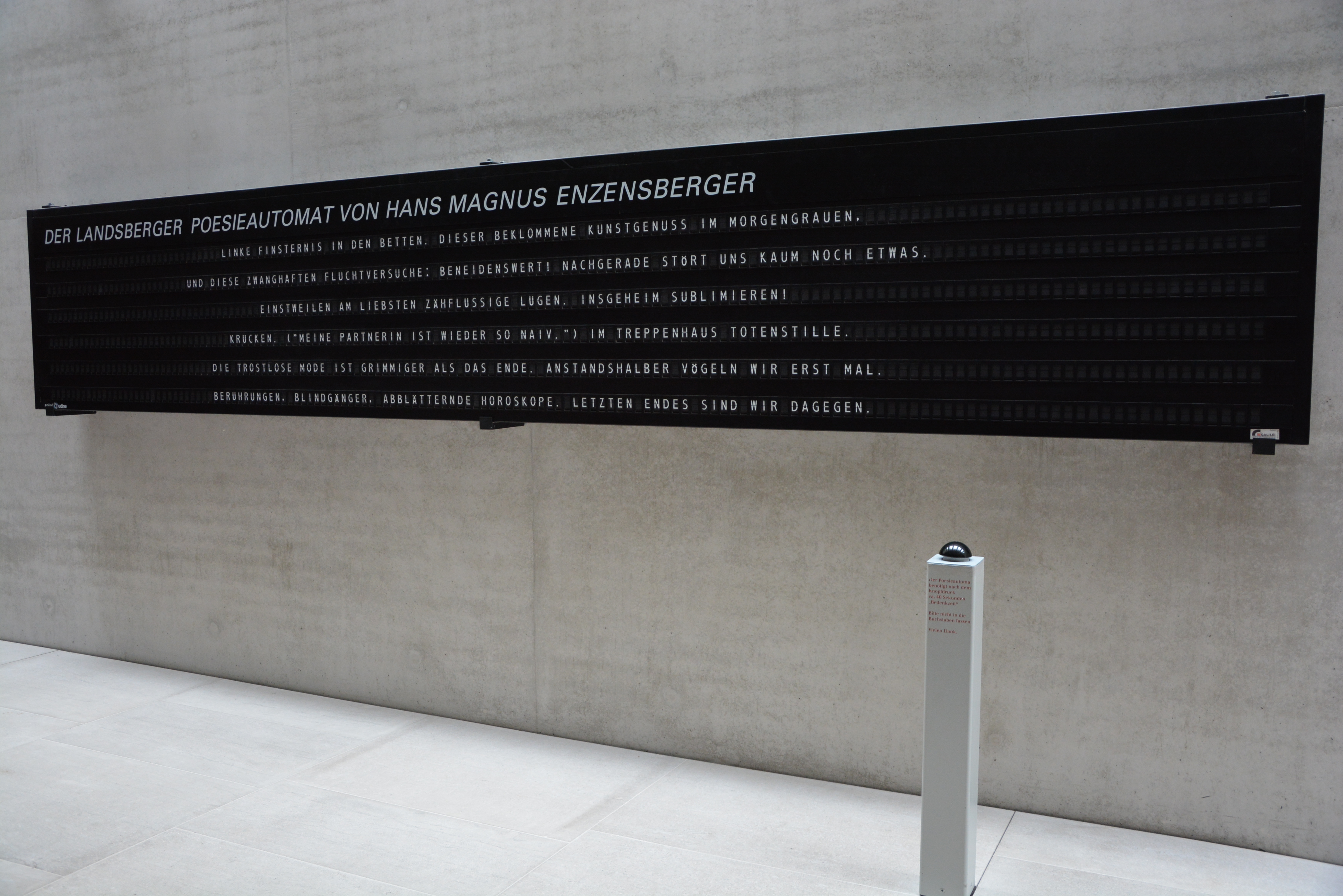
Der Landsberger Poesieautomat von Hans Magnus Enzensberger, der bis Frühjahr 2023 im Literaturmuseum der Moderne in Marbach ausgestellt war.

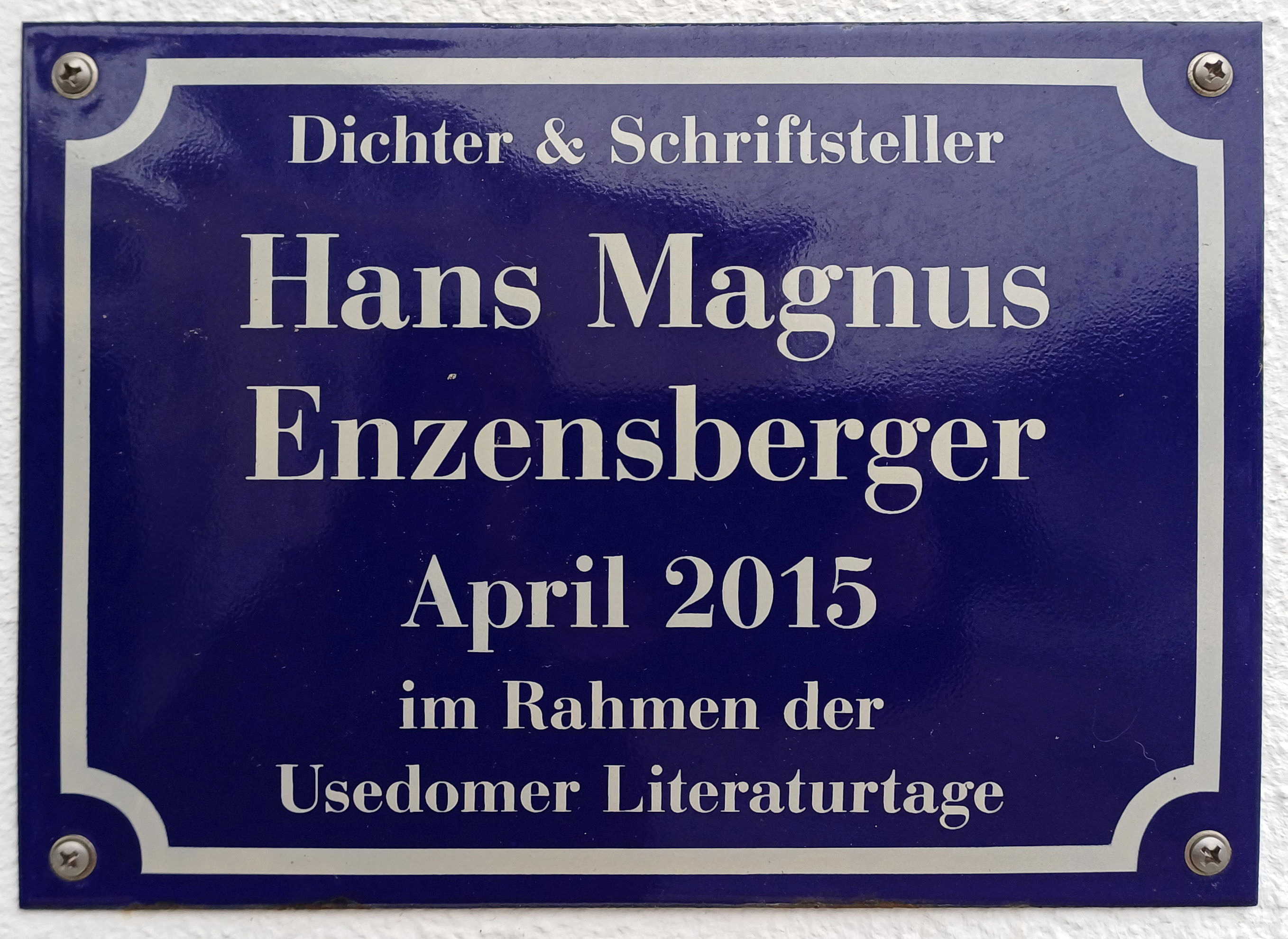
Gedenktafel in Heringsdorf

Neben einer kontinuierlichen Gedichtsproduktion erschienen auch weiter zahlreiche Essaybände, unter anderen zu den Themen Migration, Gewalt in Zivilgesellschaften, Lyrik, Mathematik und Intelligenzforschung. Unter den Gedichten sticht das Versepos Der Untergang der Titanic (1978) heraus. Es ist nicht nur ein Bericht über das Schiffsunglück, sondern auch Rückblick auf die revolutionären Hoffnungen der Sechzigerjahre und ironischer Kommentar zu Weltuntergangsszenarien. George Tabori brachte es 1979 in München auf die Bühne. 
1993 erschien Enzensbergers Essay Ausblicke auf den Bürgerkrieg im Spiegel, ein Jahr nach den Unruhen in Los Angeles, die nach Enzensberger beispielhaft zeigten, wie gesellschaftliche Konflikte „jederzeit eskalieren und zum Flächenbrand werden“ könnten. Dabei sei Gewalt nicht etwa zwischen ideologischen Gegnern ausgeübt worden, sondern „die Täter haben vor allem Einrichtungen ihrer eigenen community in Brand gesteckt, darunter die älteste existierende Buchhandlung Amerikas, die sich in schwarzem Besitz befand, und das Büro des militantesten Lokalpolitikers, den das Viertel hatte.“
Im Jahr 2000 wurde der Landsberger Poesieautomat der Öffentlichkeit vorgestellt. Dieser stand ab 2006 im Literaturmuseum der Moderne in Marbach, seit 2023 ist er in der Kunsthalle Würth in Schwäbisch Hall zu erleben.
Mit dem 2013 verstorbenen Filmemacher Peter Sehr arbeitete Enzensberger an einer Verfilmung des Lebens von Georg Christoph Lichtenberg.

### 2000er Jahre
Im Dezember 2014 gab Enzensberger sein Archiv als Vorlass an das Deutsche Literaturarchiv Marbach. Dazu gehören unter anderem seine Manuskripte, Dokumente und Korrespondenzen. Teile davon sind im Literaturmuseum der Moderne in Marbach in der Dauerausstellung zu sehen, beispielsweise Enzensbergers Übersetzungen von Pablo Neruda, das Manuskript für das Museum der modernen Poesie und seine Pläne für den Landsberger Poesieautomaten.
Nachdem er sich in seinem Spätwerk mit der EU (2011) und mit Überlebenskünstlern (2018) auseinandergesetzt hatte, nahm er mit Eine Experten-Revue in 89 Nummern (2019) als „Experte für Experten“ die biographischen Ausprägungen einer extremen Arbeitsteilung in den Blick. Seine Forschungsberichte sind „so bizarr wie unterhaltsam“.
Enzensberger veröffentlichte bis 2019 auch unter Pseudonymen, wie Andreas Thalmayr (2018 Schreiben für ewige Anfänger und 2019 Louisiana Story). Er verwendete auch weibliche Namen wie Elisabeth Ambras (2019 Fremde Geheimnisse) und Linda Quilt.
Im November 2020 entrann Enzensberger Medienberichten zufolge als Zufallsopfer nur knapp einem Mordanschlag durch einen Pfleger im Klinikum rechts der Isar in München, wo er wegen eines Sturzes aufgenommen worden war.

### Privatleben
Das Verhältnis von Ingeborg Bachmann und Enzensberger wurde in der Literatur vor dem Erscheinen des Briefwechsels zwischen Bachmann und Frisch nicht erwähnt. Es begann im Frühsommer 1959 auf einer gemeinsamen Fahrt der beiden nach Rom und dauerte bis in den Sommer 1960.
Enzensberger war dreimal verheiratet. Mit der Norwegerin Dagrun Kristensen wurde er Vater seiner ersten Tochter Tanaquil, geboren 1957. Mit der Russin Maria Makarowa war er Ende der 1960er Jahre verheiratet. Aus seiner dritten Ehe mit der Journalistin Katharina Bonitz ging 1986 seine Tochter Theresia Enzensberger hervor.

## Politische Stellungnahmen

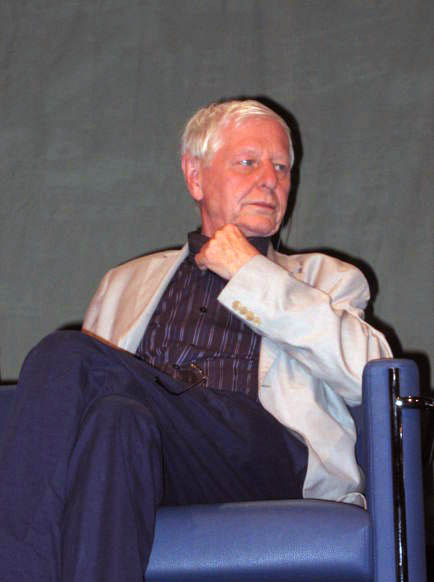
Hans Magnus Enzensberger, 2006

Seine bekannteste Auseinandersetzung mit den Medien, vor allem mit dem Fernsehen, ist sein Text Baukasten zu einer Theorie der Medien (1970). Enzensberger bezeichnet darin die elektronischen Medien als Hauptinstrumente der „Bewusstseins-Industrie“ im Sinne Adornos und Horkheimers, der er weitgehende Steuerungs- und Kontrollmacht über die spätindustrielle Gesellschaft zuschreibt. Enzensberger fordert in dem Text eine sozialistische Medientheorie und zugleich einen emanzipatorischen und emanzipativen Umgang mit den Medien. Probleme sieht er im „repressiven Mediengebrauch“ (ein zentral gesteuertes Programm mit einem Sender und vielen Empfängern, der die Konsumenten passiv macht und entpolitisiert). Spezialisten produzieren den Inhalt, werden dabei jedoch durch Eigentümer oder Bürokratie kontrolliert. Ein „emanzipatorischer Mediengebrauch“ dagegen würde jeden Empfänger zum Sender machen. Durch die Aufhebung der technischen Barrieren würden die Massen mobilisiert und politisch eingebunden. In seinen 1988 veröffentlichten Gesammelten Zerstreuungen bezeichnete Enzensberger das Fernsehen als „Nullmedium“.
Im Jahr 1987 verwendete er die Begriffe „Ossie“ und „Wessie“ in dem Prosaband Ach, Europa! Wahrnehmungen aus sieben Ländern. In einem fiktiven Reisebericht durch das Europa im Jahr 2006 beschrieb er in einem Kapitel ein friedlich wiedervereinigtes Deutschland, in dem sich aber Ossies und Wessies weiterhin feindlich gegenüberstehen.
In seinem Buch Schreckens Männer (2006) beschäftigte er sich mit dem islamistischen Terror. Islamistische Selbstmordattentäter gebärdeten sich wie Sieger, seien aber tatsächlich radikale Verlierer. Er beschrieb die arabische Welt als eine Zivilisation, die im 12./13. Jahrhundert den Europäern weit überlegen gewesen sei, sich aber gegenwärtig in einer relativ unproduktiven Periode befinde. Das produziere Minderwertigkeitskomplexe, die ihrerseits Wut erzeugten. Die Ursache für ihre Probleme würden die Selbstmordattentäter nicht bei sich, sondern in der westlichen Welt, den USA, bei den Juden oder in Verschwörungstheorien suchen.
Enzensberger war ein Kritiker der Rechtschreibreform und unterzeichnete auf der Basis der Frankfurter Erklärung zur Rechtschreibreform von 1996 unter anderem im Jahr 2004 den Frankfurter Appell zur Rechtschreibreform.
2003 gehörte Enzensberger zu den wenigen deutschen Intellektuellen, die den US-geführten Irak-Krieg verteidigten.
2011 äußerte sich Enzensberger zunehmend kritisch zur Europäischen Union. Er beschreibt sie als Konstruktion von oben und bemängelt ein Fehlen des demokratischen Elements. In einem Gespräch mit dem liberalen Debattenmagazin Schweizer Monat sprach er von einem „Geburtsfehler der Institution“: „Von Anfang an stand hier der technokratische Aspekt im Vordergrund: Politik hinter verschlossenen Türen. Geheimniskrämerei. Kabinettspolitik.“ Er konstatierte: „Die EU hat als Institution, die in der Vergangenheit angetreten war, um sich an wirtschaftlichen Erfolgen messen zu lassen, heute also auch ihre ursprüngliche Legitimation verloren.“
Bezugnehmend auf Äußerungen der deutschen Bundeskanzlerin Angela Merkel, die im ZDF-Sommerinterview die Überwachungs- und Spionageaffäre 2013 als „umfangreich aufgeklärt“ bezeichnet hatte, sagte Enzensberger während eines Interviews zusammen mit Frank Schirrmacher in der ARD-Sendung ttt – titel, thesen, temperamente: „In jeder Verfassung der Welt steht ja ein Recht auf Privatsphäre, Unverletzlichkeit der Wohnung und so weiter … das sind ja lange Passagen. Das ist abgeschafft! Das heißt, wir befinden uns in postdemokratischen Zuständen.“ Enzensberger sah eine Allianz zwischen Konzernen und Nachrichtendiensten am Werk: „Es gibt eine Minderheit von Leuten, die das nicht akzeptieren will, aber die Mehrheit der Leute findet das völlig harmlos, unproblematisch. Die verstehen gar nicht, dass eine politische Macht dahinter steht.“ Enzensberger zufolge machten die Konzerne die Bürger zu vorhersagbaren, fröhlichen Konsummaschinen und auf den Servern der Nachrichtendienste seien die Bürger vollständig kontrollierbare Menschen. Edward Snowden sei wahrscheinlich ein Held des 21. Jahrhunderts. Ende Februar 2014 veröffentlichte Enzensberger in der FAZ unter dem Titel Wehrt Euch! zehn Regeln für Menschen, die sich der Ausbeutung und Überwachung in der digitalen Welt widersetzen wollen.
2014 gab Enzensberger an, Ulrike Meinhof und Andreas Baader hätten 1970 nach der Baader-Befreiung bei ihm Unterschlupf gesucht. Er schrieb, die Planungen der Rote Armee Fraktion (RAF) seien denkbar schlecht gewesen, und schloss daraus, dass die RAF „aus Versehen entstanden“ sei. Es habe bei der Gründung der RAF keine Gedanken „an eine politische Überlegung oder an eine Strategie“ gegeben.

## Rezeption
Enzensberger gelang es oft, in der kulturellen und politischen Debatte Themen zu setzen und zutreffende Vorhersagen zu machen. Einerseits wurde sein Gespür für Trends und Tendenzen anerkannt (Habermas: „Er hat die Nase im Wind.“), andererseits kritisiert, dass er seine politischen Ansichten häufig wechselte. Bekannt ist seine sukzessive Abkehr von den Idealen der 68er-Bewegung und seine umstrittene Gleichsetzung von Saddam Hussein mit Hitler. Dieser Vergleich brachte ihm unter anderem den Vorwurf des Missbrauchs der antifaschistischen Rhetorik für den Wiedereintritt der deutschen Armee in Kriegshandlungen ein. Ein Buch zum Thema kritisiert zudem, mit seiner Ansicht, Hitler sei nicht einzigartig gewesen, habe Enzensberger „den deutschen Faschismus zum Exportartikel“ gemacht. Die Änderung seiner Standpunkte wurde früher von einigen Kritikern negativ wahrgenommen.
Enzensberger selbst: „Sehen Sie, es gibt über mich so viele Geschichten. Es gibt die Bruder-Leichtfuß-Geschichte von dem, der überall mitmacht und dauernd seine Überzeugung wechselt, es gibt die Geschichte vom Verräter, der unzuverlässig und kein guter Genosse ist, es gibt die Deutschland-Geschichte über einen, der mit seiner Heimat Probleme hat. Das sind Legenden, mit denen man leben muss. An all diesen Geschichten ist etwas dran. Keine würde ich als absolut falsch bezeichnen. Aber warum soll ich sie mir zu eigen machen?“
Im März 2009 widmete ihm das Deutsche Literaturarchiv in Marbach ein zweitägiges Symposium: „Hans Magnus Enzensberger und die Ideengeschichte der Bundesrepublik“. Nach der Tagung beurteilte das deutsche Feuilleton die häufigen Positionswechsel Enzensbergers eher wohlwollend und verständnisvoll. Das „habituelle Hakenschlagen“ (FAZ) oder sein „Zickzackkurs“ (FR) seien als Ironie, frühe Postmoderne und prinzipielle Zustimmungsverweigerung zu deuten.
Eine literatursoziologische Analyse von 2012 sah in den überraschenden Positionsnahmen und der medialen Vielseitigkeit dieses Autors die Hauptgründe für seinen enormen Aufmerksamkeitsgewinn. Da Enzensberger es besonders seit den 1980er Jahren verstanden habe, politische Beweglichkeit als Zeichen von Weltläufigkeit zu präsentieren, gelte er seinen Verehrern als Schrittmacher der Entprovinzialisierung deutscher Literatur.
Als 2016 der ehemalige Rektor der Münchner Musikhochschule Siegfried Mauser wegen sexueller Nötigung verurteilt wurde, interpretierte Enzensberger in einem Leserbrief die Anzeige als einen Akt der Vergeltung dafür, dass Mauser bestimmte Mitarbeiterinnen nicht in ihrer Karriere gefördert habe: „Damen, deren Avancen zurückgewiesen werden, gleichen tückischen Tellerminen. Ihre Rachsucht sollte man nie unterschätzen.“ Man müsse deshalb „in Fällen, bei denen Aussage gegen Aussage steht, die Glaubwürdigkeit der Anklägerin prüfen“. Patrick Bahners (FAZ) wies darauf hin, dass dies geschehen sei. Das Amtsgericht habe die Aussagen von sechzehn Zeugen gehört. Der Hochschuldirektor Bernd Redmann vertrat 2018 die Auffassung, dass Relativierungsversuche dieser Art alle Betroffenen von sexueller Belästigung und Gewalt diskreditierten.

## Preise
- 1965: Hugo-Jacobi-Preis
- 1962: Deutscher Kritikerpreis
- 1963: Georg-Büchner-Preis
- 1966: Preis der Stadt Nürnberg
- 1978: Deutscher Kritikerpreis
- 1980: Goldener-Kranz-Preis – Die Abende der Poesie in Struga
- 1985: Heinrich-Böll-Preis
- 1993: Erich-Maria-Remarque-Friedenspreis
- 1993: „Das politische Buch“, verliehen von der Friedrich-Ebert-Stiftung
- 1994: Kultureller Ehrenpreis der Landeshauptstadt München
- 1995: Prix Laure Bataillon
- 1998: Heinrich-Heine-Preis der Stadt Düsseldorf
- 2000: „Hörbuch des Jahres“ der hr2-Hörbuchbestenliste, für Das Wasserzeichen der Poesie
- 2002: Prinz-von-Asturien-Preis
- 2002: Ludwig-Börne-Preis (Preisgeld an Gabriele Goettle weitergereicht)
- 2006: Premio d’Annunzio, für sein Gesamtwerk
- 2006: Medienpreis 2006 von der Berlin-Brandenburgischen Akademie der Wissenschaften und Verleihung des Enzensberger-Sterns
- 2010: Sonning-Preis
- 2015: Frank-Schirrmacher-Preis

1967 wurde Enzensberger vom damaligen Ordinarius der Theaterwissenschaft an der Freien Universität Berlin, Wolfgang Baumgart, für den Nobelpreis für Literatur vorgeschlagen, ebenso 1974 von 
Sven Skydsgaard, ehemaliger Professor für Spanisch an der Universität Kopenhagen.

## Werke (Auswahl)
Gedichtbände
- verteidigung der wölfe. Suhrkamp, Frankfurt am Main 1957.
- landessprache. Suhrkamp, Frankfurt am Main 1960.
- Gedichte. Die Entstehung eines Gedichts. Suhrkamp, Frankfurt am Main 1962.
- blindenschrift. Suhrkamp, Frankfurt am Main 1964.
- Mausoleum. 37 Balladen aus der Geschichte des Fortschritts. Suhrkamp, Frankfurt am Main 1975.
- Der Untergang der Titanic. Eine Komödie. Versepos. Suhrkamp, Frankfurt am Main 1978.
- Die Furie des Verschwindens. Gedichte. Suhrkamp, Frankfurt am Main 1980.
- Zukunftsmusik. Suhrkamp, Frankfurt am Main 1991.
- Kiosk. Neue Gedichte. Suhrkamp, Frankfurt am Main 1995.
- Leichter als Luft. Moralische Gedichte. Suhrkamp, Frankfurt am Main 1999, ISBN 978-3-518-41058-5.
- Die Geschichte der Wolken. 99 Meditationen. Suhrkamp, Frankfurt am Main 2003, ISBN 978-3-518-41391-3.
- Rebus. Suhrkamp, Frankfurt am Main 2009, ISBN 978-3-518-42052-2.
- Blauwärts. Ein Ausflug zu dritt. Suhrkamp, Berlin 2013, ISBN 978-3-518-42346-2.
- Wirrwarr (mit Jan Peter Tripp). Suhrkamp, Berlin 2020, ISBN 978-3-518-42916-7.

Essays (Auswahl)
- Brentanos Poetik. 1961. (Druckfassung der Diss. Erlangen 1955.)
- Einzelheiten. 1962.
- Politik und Verbrechen. 1964.
- Deutschland, Deutschland unter anderm. Äußerungen zur Politik. 1967.
- Staatsgefährdende Umtriebe. Rede zur Verleihung des Nürnberger Literaturpreises, 1968.
- Palaver. Politische Überlegungen 1967–1973. 1974.
- Von der Unaufhaltsamkeit des Kleinbürgertums. Eine soziologische Grille. 1976.
- Politische Brosamen. 1982.
- Ach Europa! Wahrnehmungen aus sieben Ländern. Suhrkamp, 1987.[52]
  - Ach Europa! Wahrnehmungen aus sieben Ländern. Mit einem Epilog aus dem Jahr 2006. Suhrkamp, Frankfurt am Main (= suhrkamp taschenbücher. Band 1690).
- Mittelmaß und Wahn. Gesammelte Zerstreuungen. Suhrkamp, 1988, ISBN 3-518-38300-0.
- Die Große Wanderung. 1992.
- Aussichten auf den Bürgerkrieg. Suhrkamp, Frankfurt am Main 1993, ISBN 3-518-40769-4.
- Zickzack. Aufsätze, 1997.
- Drawbridge Up: Mathematics – A Cultural Anathema / Zugbrücke außer Betrieb: Die Mathematik im Jenseits der Kultur. (dt., engl.) Natick, Mass., Peters, 1999.
- Einladung zu einem Poesie-Automaten. Suhrkamp, 2000.
- Nomaden im Regal. Essays. 2003
- unter dem Pseudonym Andreas Thalmayr: Lyrik nervt! Erste Hilfe für gestresste Leser. 2004.
- unter dem Pseudonym Andreas Thalmayr: Heraus mit der Sprache. Ein bisschen Deutsch für Deutsche, Österreicher, Schweizer und andere Aus- und Inländer. Hanser, München 2004, ISBN 978-3-446-20448-5; als Taschenbuch: dtv München 2008, ISBN 978-3-423-34471-5.
- Schreckens Männer – Versuch über den radikalen Verlierer. Suhrkamp, 2006.
- Im Irrgarten der Intelligenz. Ein Idiotenführer. Zürich 2006. (Schriftenreihe der Vontobel-Stiftung. Nr. 1760.) und edition suhrkamp, 2007, ISBN 978-3-518-12532-8.
- Fortuna und Kalkül – Zwei mathematische Belustigungen. Suhrkamp, Berlin 2009, ISBN 978-3-518-26022-7.
- Sanftes Monster Brüssel oder Die Entmündigung Europas. Suhrkamp, Berlin 2011, ISBN 978-3-518-06172-5.
- Enzensbergers Panoptikum: Zwanzig Zehn-Minuten-Essays. Suhrkamp, Berlin 2012, ISBN 978-3-518-06901-1.
- Überlebenskünstler. 99 literarische Vignetten aus dem 20. Jahrhundert. Suhrkamp, Berlin 2018, ISBN 978-3-518-42788-0.
- unter dem Pseudonym Andreas Thalmayr: Schreiben für ewige Anfänger. Ein kurzer Lehrgang. Hanser, München 2018, ISBN 978-3-446-25998-0.
- Eine Experten-Revue in 89 Nummern, Suhrkamp, Berlin 2019, ISBN 978-3-518-42855-9.[53]

Prosa
- Der kurze Sommer der Anarchie. Buenaventura Durrutis Leben und Tod. Roman, Suhrkamp, 1972; Suhrkamp-Taschenbuch 395, 1977, ISBN 3-518-36895-8.
- Der Weg ins Freie. Fünf Lebensläufe. 1975.
- unter dem Pseudonym Elisabeth Ambras: Heiss & Kalt. Erotische Erzählungen, 1987.
- unter dem Pseudonym Elisabeth Ambras: Fernsteuerung. Bettgeschichten. 1992.
- Requiem für eine romantische Frau: Die Geschichte von Auguste Bußmann und Clemens Brentano. Nacherzählung. Insel, 1995.
- Josefine und ich – Eine Erzählung. 2006.
- unter dem Pseudonym Linda Quilt: Schauderhafte Wunderkinder. 2006.
- Hammerstein oder der Eigensinn. Eine deutsche Geschichte. Biographie. Suhrkamp, Frankfurt am Main 2008, ISBN 978-3-518-41960-1.
- Herrn Zetts Betrachtungen, oder Brosamen, die er fallen ließ, aufgelesen von seinen Zuhörern. Suhrkamp, Berlin 2013, ISBN 978-3-518-42387-5.
- Tumult. Suhrkamp, Berlin 2014, ISBN 978-3-518-42464-3.
- Verschwunden! Insel, Berlin 2014, ISBN 978-3-458-19398-2.
- Immer das Geld! Suhrkamp, Berlin 2015, ISBN 978-3-518-42489-6.
- Heureka! Svato Verlag, Pressendruck, Hamburg 2016
- unter dem Pseudonym Elisabeth Ambras: Fremde Geheimnisse Cupido Books, Köln 2019, ISBN 978-3-944490-88-5.
- unter dem Pseudonym Andreas Thalmayr: Louisiana Story. Hanser, München 2019, ISBN 978-3-446-26388-8.

Drama
- Die Schildkröte. Komödie. 1961 auf der Tagung der Gruppe 47 vorgelesen.
- Das Verhör von Habana. 1970.
- Diderot und das dunkle Ei. Ein Interview. 1990.
- Die Tochter der Luft. 1992.
- Voltaires Neffe. Eine Fälschung in Diderots Manier. 1996.
- Ohne uns. Ein Totengespräch. Mit Bildern von Roswitha Quadflieg, 1999.

Kinder- und Jugendbücher
- mit Gisela Andersch: Zupp. 1958.
- Esterhazy. 1993, mit Irene Dische, illustriert von Michael Sowa (Bilderbuch, 2009 verfilmt).
- Der Zahlenteufel. Ein Kopfkissenbuch für alle, die Angst vor der Mathematik haben. Illustriert von Rotraut Susanne Berner. 1997, ISBN 978-3-446-18900-3.
- Wo warst du, Robert? Roman. 1998.
- Bibs. Illustriert von Rotraut Susanne Berner. 2009.

Sammelbände
- Der Fliegende Robert. Gedichte, Szenen, Essays. Suhrkamp, Frankfurt am Main 1989.
- Diderots Schatten. Unterhaltungen, Szenen, Essays. 1994.
- Nieder mit Goethe / Requiem für eine romantische Frau. Verlag der Autoren, 1995.
- Dreiunddreißig Gedichte. Reclam 2001.
- Die Elixiere der Wissenschaft. Seitenblicke in Poesie und Prosa. 2002.
- Dialoge zwischen Unsterblichen, Lebendigen und Toten. 2004.
- Natürliche Gedichte. Insel 2004.
- Gedichte 1950–2005. Suhrkamp, Frankfurt am Main 2006.
- Zu große Fragen: Gespräche und Interviews 2005–1970. 2007.
- Liebesgedichte. Insel, Frankfurt am Main 2008.
- Scharmützel und Scholien: Über Literatur. Suhrkamp Quarto 2009.
- Meine Lieblings-Flops, gefolgt von einem Ideen-Magazin. 2010.
- Gedichte 1950–2010. Suhrkamp, Berlin 2010.
- Album. Suhrkamp, Berlin 2011.
- Versuche über den Unfrieden Suhrkamp, Berlin 2015.
- Gedichte 1950–2015. Suhrkamp, Berlin 2015.

Editionen (als Herausgeber, Mitherausgeber und Nachwortverfasser)
- Clemens Brentano: Gedichte, Erzählungen, Briefe. (als Hrsg.) 1958.
- Die Denunziation des Tourismus. (als Hrsg.) 1959.
- Museum der modernen Poesie. (als Hrsg.) Frankfurt am Main 1960.
- Allerleirauh. Viele schöne Kinderreime. (als Hrsg.) Suhrkamp Frankfurt/Main 1961, als Suhrkamp Taschenbuch Nr. 19, 1. Auflage 1971, ISBN 3-518-06519-X.
- Vorzeichen. Fünf neue deutsche Autoren. (als Hrsg.) Frankfurt am Main 1962.
- Georg Büchner, Ludwig Weidig: Der Hessische Landbote. Texte, Briefe, Prozeßakten. (als Hrsg.) 1965.
- Bartolomé de las Casas: Kurzgefaßter Bericht von der Verwüstung der Westindischen Länder. (als Hrsg.) 1966.
- Bahman Nirumand: Persien, Modell eines Entwicklungslandes oder Die Diktatur der freien Welt (Nachwort) Rowohlt 1967.
- Freisprüche. Revolutionäre vor Gericht. 1970.
- Nelly Sachs: Ausgewählte Gedichte. (Nachwort) Suhrkamp, 1972.
- Klassenbuch. Ein Lesebuch zu den Klassenkämpfen in Deutschland. (als Mithrsg.) 1972.
- Gespräche mit Marx und Engels. 1973.
- Edward Lears Kompletter Nonsens Ins Deutsche geschmuggelt von Hans Magnus Enzensberger, Insel Verlag Frankfurt/M. 1977, ISBN 3-458-05048-5.
- Carlo Emilio Gadda: Die Erkenntnis des Schmerzes. (Nachwort) Piper, 1985.
- unter dem Pseudonym Andreas Thalmayr: Das Wasserzeichen der Poesie oder Die Kunst und das Vergnügen, Gedichte zu lesen. Reihe „Die Andere Bibliothek“, Greno 1985.
- Hans Jakob Christoffel von Grimmelshausen, Gerhart Kraaz: Die Lebensbeschreibung der Erzbetrügerin und Landstörzerin Courasche. (Nachwort). C. H. Beck Verlag, 1989.
- Karl Markus Michel, Tilman Spengler: Die Seuche. (Hrsg.) Rotbuch Verlag, 1991.
- Nie wieder! : Die schlimmsten Reisen der Welt. (Hrsg.), ISBN 978-3-8218-4122-9, 1995.
- Die gescheiterte Revolution. Denkwürdigkeiten aus dem 19. Jahrhundert. (als Hrsg.), 1996, Insel, ISBN 978-3-458-32797-4.
- Geisterstimmen. (als Übersetzer und Herausgeber), 1999, Suhrkamp, ISBN 978-3-518-41057-8.
- W.G. Sebald, Jan Peter Tripp: Unerzählt: 33 Miniaturen und 33 Radierungen. (Mitautor, schrieb zu dem Band ein Abschiedsgedicht auf Sebald), 2003, Hanser

Film
- Buenaventura Durruti – Biographie einer Legende – Ein Film-Roman. (Buch, Regie). Historischer Berater: Abel Paz, Kamera: Carlos Bustamante, Produktion: Westdeutscher Rundfunk WDR, (Red. Martin Wiebel), D 1972, 92 Min., s/w. Veröffentlicht auf der DVD mit Filmen von, mit und über Hans Magnus Enzensberger Ich bin keiner von uns (Filmedition Suhrkamp 2009, ISBN 978-3-518-13511-2).

Hörspiele
- Die Bakunin Kassette. Eine Fälschung. Regie: Manfred Marchfelder. WDR/SR, 1977.
- Josefine und ich. Regie: Leonhard Koppelmann. hr, 2006.
- Album. (Autor und Sprecher; 2 Teile). Regie: Christiane Ohaus. RB/DRKultur, 2011.

Diverses
- El Cimarrón, Libretto zum Rezital. Musik (1969/1970): Hans Werner Henze. UA: Berliner Festspiele, 1970.
- Ein Philosophenstreit – Über die Erziehung und andere Gegenstände. Friedenauer Presse, Berlin 2004.
- Was isst Europa: Eine kulinarische Tour d’horizon. (Ein Beitrag). Brandstätter, 2007.
- Die kurzgefasste Verteidigung eines Agnostikers. Reflexion über den Text der Kantate Also hat Gott die Welt geliebt, BWV 68 von Johann Sebastian Bach. (Vorgetragen im Rahmen der Aufführung durch die J. S. Bach-Stiftung, Trogen 25. Mai 2018.) St. Gallen 2018.
- Wer zweifelt, bewegt sich freier. Hans Magnus Enzensberger mag nicht an einen einzigen Gott glauben. Wiedergabe in der Neuen Zürcher Zeitung, 1. Juni 2018.
- Ingeborg Bachmann und Hans Magnus Enzensberger: „Schreib alles was wahr ist auf“. Der Briefwechsel. Herausgegeben von Hubert Lengauer. Piper und Suhrkamp, München/Berlin 2018, ISBN 978-3-518-42613-5; Rezension von Katharina Teutsch im Deutschlandfunk Buch der Woche vom 9. Dezember 2018
- Fallobst Suhrkamp Verlag Berlin 2019.

Aufsätze und Zeitungsartikel (Auswahl)
- Ein musikalisches Opfer. Über den Terror dauernder Beschallung und Berieselung. In: Der Spiegel. Nr. 37, 1997 (online).
- Zugbrücke außer Betrieb. Die Mathematik im Jenseits der Kultur. In: FAZ, 29. August 1998.
- Ein seltsamer Krieg. Zehn Auffälligkeiten. In: FAZ, 14. April 1999.
- Im Irrgarten der Intelligenz. Über den getesteten Verstand und den Unverstand des Testens. In: Neue Zürcher Zeitung, 11. November 2006.

Übersetzungen
- Jean de la Varende: Gustave Flaubert in Selbstzeugnissen und Bilddokumenten. Rowohlt Verlag, 1958, ISBN 978-3-499-50020-6.
- William Carlos Williams: Die Worte, die Worte, die Worte. Übertragung und mit Gedicht Envoi und Nachwort von Hans Magnus Enzensberger. Suhrkamp, 1962, ISBN 978-3-518-01076-1.
- César Vallejo: Gedichte. Übersetzung und mit Nachwort von Hans Magnus Enzensberger. Suhrkamp, 1963, ISBN 978-3-518-01110-2.
- Franco Fortini: Poesie. Übertragung und mit Einleitung von Hans Magnus Enzensberger. Suhrkamp, 1963.
- Pablo Neruda: Poésie impure. Übersetzung und mit Nachwort von Hans Magnus Enzensberger. Hoffmann und Campe, 1968.
- Lars Gustafsson: Bakunins Reise. Thorn. Zusammen mit Jürg Mahner. Literarisches Colloquium, 1968.
- Molière: Der Menschenfeind. Nachdichtung von Hans Magnus Enzensberger. Insel, 1979, ISBN 978-3-458-32101-9.
- György Dalos: Meine Lage in der Lage. Gedichte und Geschichten. Zusammen mit Thomas Brasch. Rotbuch Verlag, 1981, ISBN 978-3-88022-218-2.
- Denis Diderot: Der Menschenfreund, Komödie. Verlag der Autoren, 1984.
- Denis Diderot: Gründe, meinem alten Hausrock nachzutrauern. Über die Frauen. Zwei Essays. Aus d. Franz. Friedenauer Presse, Berlin 1991, ISBN 978-3-921592-76-2.
- Charles Simic: Ein Buch von Göttern und Teufeln: Gedichte. Zusammen mit Rudolf von Bitter. Edition Akzente Hanser, 1993, ISBN 978-3-446-17557-0.
- William Shakespeare Übersetzung ins Deutsche Ein Kombinationsspiel mit 13 Übersetzungen von Shakespeares Sonett 19 in: Das Wasserzeichen der Poesie ... vorgestellt von Andreas Thalmayr, Eichborn Frankfurt am Main 1997, S. 362–375, ISBN 3-8218-4458-2.
- Lars Gustafsson: Ein Vormittag in Schweden: Ausgewählte Gedichte. Zusammen mit Verena Reichel und Hanns Grössel. Hanser, 1998, ISBN 978-3-446-19301-7.
- Charles Simic: Grübelei im Rinnstein. Zusammen mit Jan Wagner, Rainer G. Schmidt und Michael Krüger. Hanser, 2000, ISBN 978-3-446-19928-6.
- Lars Gustafsson: Auszug aus Xanadu. Gedichte. Zusammen mit Verena Reichel. Hanser, 2003, ISBN 978-3-446-20364-8.
- William Shakespeare Sonett 18 in: „...lesen, wie krass schön du bist konkret“, EDITION SIGNAThUR Dozwil 2003, S. 142, ISBN 3-908141-28-1.
- Federico García Lorca: Bernarda Albas Haus in: Die Stücke. Suhrkamp, 2007, ISBN 978-3-518-41872-7.
  - Dasselbe auch einzeln: Reclam, 2001, ISBN 978-3-15-008525-7.
- Lars Gustafsson: Jahrhunderte und Minuten. Zusammen mit Verena Reichel und Hanns Grössel. Fischer, 2009, ISBN 978-3-596-18256-5.
- Stanley Moss: Gedichte. Hanser, München 2010, ISBN 978-3-446-23563-2.
- Antoine de Saint-Exupéry: Der kleine Prinz. dtv, München, 2015, ISBN 978-3-423-21570-1.
- Hilaire Belloc: Klein-Kinder-Bewahr-Anstalt. L.S.D. Göttingen 2019, ISBN 978-3-95829-433-2.

## Film
- Mein Leben – Hans Magnus Enzensberger. Dokumentarfilm, Deutschland, 2009, 43 Min., Buch und Regie: Irene Dische, Produktion: Ave, arte, Inhaltsangabe von arte.
- Requiem für eine romantische Frau, Spielfilm nach dem gleichnamigen Buch von Hans Magnus Enzensberger, Deutschland 1999, 98 Min, Treatment von H.M. Enzensberger, Buch und Regie: Dagmar Knöpfel. Veröffentlicht auf der DVD mit Filmen von, mit und über Hans Magnus Enzensberger Ich bin keiner von uns (Filmedition Suhrkamp 2009, ISBN 978-3-518-13511-2)